# Don Pacifico
David Pacifico, vanligen kallad Don Pacifico, född 1784 i Gibraltar och därför brittisk undersåte, död den 12 april 1854 i London, var en portugisisk jude.
Pacifico blev beryktad genom den konflikt mellan Storbritannien och Grekland (Pacificoaffären), som vållades genom hans skadeståndsanspråk mot grekiska regeringen. Pacifico hade som affärsman i Portugal fått sin egendom konfiskerad av dom Miguel, sedermera 1835 blivit portugisisk generalkonsul i Marocko och 1837 i Aten samt till följd av talrika klagomål avsatts från sin post 1842. Han bodde kvar som köpman i Aten 1847, där hans hus skövlades af en folkhop, som var förbittrad över att regeringen till följd av lord Rothschilds vistelse i Aten förbjudit det eljest vid påsktiden sedvanliga brännandet av en bild, föreställande Judas Iskariot. Pacifico framställde synnerligen överdrivna skadeståndsanspråk och ville bland annat ha måttlöst högt tilltagen ersättning för några vid nämnda tillfälle förlorade papper angående hans äldre skadeståndsanspråk mot portugisiska regeringen. Storbritanniens utrikesminister, lord Palmerston, stödde ivrigt hans anspråk, bland annat genom att sända en örlogseskader till Aten och taga en mängd grekiska fartyg i sekvester (1850). Palmerstons åtgöranden, som vållade en skarp konflikt även med Frankrike, föranledde ett klandervotum i överhuset (18 juni), men underhuset gillade (29 juni samma år) Palmerstons uppträdande, sedan denne i ett berömt tal med anförande av exempel från romerska riket ("Civis Romanus sum") energiskt hävdat kronans plikt att kraftigt bistå alla förorättade brittiska undersåtar. Omsider erhöll Pacifico efter opartisk utredning ett skadestånd, som högst väsentligt understeg hans första överdrivna pretentioner.